# Forma modular
En matemáticas, una forma modular es una función analítica compleja en el semiplano superior que satisface un cierto tipo de ecuación funcional y condición de crecimiento. Por lo tanto la teoría de las formas modulares pertenece al análisis complejo, pero la principal relevancia de la teoría ha estado tradicionalmente en sus conexiones con la teoría de números. Las formas modulares aparecen en otras áreas, tales como la topología algebraica y la teoría de cuerdas. 
Una función modular es una forma modular de peso 0: es invariante ante el grupo modular, en vez de transformarse en la forma prescripta, y por lo tanto es una función modular en la región modular.
La teoría de la forma modular es un caso especial de la teoría más general de las formas automórficas y por lo tanto puede ser considerada como la parte más concreta de la amplia teoría de grupos discretos.

## Formas modulares para SL(2, Z)

### Definición Estándar
Una forma modular de peso k para el grupo modular
{\displaystyle {\text{SL}}(2,\mathbf {Z} )=\left\{\left.{\begin{pmatrix}a&b\\c&d\end{pmatrix}}\right|a,b,c,d\in \mathbf {Z} ,\ ad-bc=1\right\}}
es una función  f  de valores complejos sobre el semiplano positivo H = {z ∈ C, Im(z) > 0}, que satisface las tres siguientes condiciones: 
(1)  f  es una función holomorfa sobre H.
(2) Para cualquier z ∈ H y cualquier matriz en SL(2, Z) como la de arriba, se tiene:
{\displaystyle f\left({\frac {az+b}{cz+d}}\right)=(cz+d)^{k}f(z)}
(3)  f  se requiere que sea holomorfa cuando z → i∞.
Observaciones: 
- El peso k es generalmente un entero positivo.
- Para impares k, únicamente la función nula puede satisfacer la segunda condición.
- La tercera condición también puede expresarse diciendo que  f  es «holomorfa en la cúspide».
- La segunda condición para

{\displaystyle S={\begin{pmatrix}0&-1\\1&0\end{pmatrix}},\qquad T={\begin{pmatrix}1&1\\0&1\end{pmatrix}}}
indica que
{\displaystyle f(-1/z)=z^{k}f(z),\qquad f(z+1)=f(z)}
respectivamente. Puesto que S y T generan el grupo modular SL(2, Z), la segunda condición de arriba es equivalente a esas dos ecuaciones.
- Las formas modulares  f (z + 1) =  f (z) son funciones periódicas, con periodo 1, y por tanto tienen series de Fourier asociadas.

### Como función en grillas
Una forma modular puede ser pensada como una función F del conjunto de grillas Λ en C al conjunto de los números complejos que satisface ciertas condiciones:
(1) Si se considera la grilla {\displaystyle \Lambda =\langle \alpha ,z\rangle } generada por una α constante y una variable z, entonces F(Λ) es una función analítica de z.
(2) Si α es un número complejo no nulo y αΛ es la grilla obtenida al multiplicar cada elemento de Λ por α, entonces F(αΛ) = α−kF(Λ) donde k es una constante (típicamente un entero positivo) llamado el peso de la forma.
(3) El valor absoluto de F(Λ) permanece acotado siempre y cuando el valor absoluto del menor elemento no nulo en Λ está acotado con respecto al cero.
Cuando k = 0, la condición 2 implica que F depende solo de la clase de similitud de la grilla. Este es un caso especial muy importante, pero las únicas formas modulares de peso 0 son las constantes. Si se elimina la condición 3 y se permite que la función tenga polos, entonces existen ejemplos con peso 0: ellas son denominadas funciones modulares.
Esta situación puede compararse en forma favorable con el caso que resulta cuando se realiza la búsqueda de funciones en el espacio proyectivo P(V): en este caso, uno idealmente desea encontrar funciones F en el espacio vectorial V que son polinomios en las coordenadas de v≠ 0 en V y satisfacen la ecuación F(cv) = F(v) para todos los valores c no nulos. Desafortunadamente, las únicas funciones de este tipo son constantes. Si se permite denominadores (funciones racionales en vez de polinomios), se puede permitir que F sea la relación entre dos polinomios homogéneos del mismo grado. En forma alternativa, podemos restringirnos a los polinomios y relajar la dependencia de c, permitiendo que F(cv) = ckF(v). Las soluciones son por lo tanto polinomios homogéneos de grado k. Por una parte, ellos conforman un espacio vectorial de dimensión finita para cada k, y por otra parte, si se permite que el valor k varíe, es posible encontrar numeradores y denominadores para construir todas las funciones racionales que son realmente funciones del espacio proyectivo subyacente P(V).